# ウィン・シェイン
ウ・ウィン・シェイン（ビルマ語: ဦးဝင်းရှိန် U Win Shein、英語: Win Shein）は、ミャンマーの退役軍人で現職の計画・財務・工業大臣である。

## 経歴
ウィン・シェインは海軍訓練司令部の一員として、ミャンマー海軍代将を務めていた。
退役後には在カンボジア大使を務め、次期在フランス大使候補として名前が挙がっていた。
2011年3月から2012年7月にかけて運輸副大臣。
2012年7月から9月にかけて、財務・歳入副大臣。
2012年9月から2016年3月にかけて財務・歳入大臣、うち2013年5月から2014年5月にかけてはミャンマー投資委員会（MIC）の委員長も兼任。
国軍は2021年にクーデターを断行した後、2021年2月1日付でウィン・シェインを計画・財務・工業大臣に任命した。

## 私生活
ウィン・シェインの父サン・シェインは、ビルマ社会主義計画党の中央執行委員会の元委員であった。